# Затишное (Богодуховский район)
Затишное (укр. Затишне; до 2025 годах — Марьино) — село,
Ульяновский сельский совет,
Богодуховский район,
Харьковская область.
Код КОАТУУ — 6320888311. Население по переписи 2001 г. составляет 220 (110/110 м/ж) человек.

## Географическое положение
Село Марьино находится в 3-х км от реки Рябинка. Село состоит из 2-х частей, разнесённых на ~1 км.
На расстоянии ~2 км село окружают сёла Байрак, Новоукраинка и Шкарлаты.

## История
- 1850 — дата основания.

## Экономика
- В селе есть молочно-товарная ферма.